# Chema Alonso
José María Alonso Cebrián, más conocido como Chema Alonso (Madrid,17 de junio de 1975), es un hacker español, exmiembro del Comité Ejecutivo de Telefónica,  Vice President, Head of International Development en Cloudflare y experto en ciberseguridad.

## Biografía
Empezó con los ordenadores a los 12 años, en una academia de barrio de Móstoles, llamada RUS. Allí impartió sus primeras clases como profesor sustituto cuando aún era menor de edad. A los 13 años fue seleccionado para competir por Madrid en un concurso de «jóvenes promesas de la informática» de un programa de radio llamado «Bienvenido Mr. Chip».[cita requerida]
Estudió en la escuela pública en los colegios Fausto Fraile, León Felipe y Pablo Sorozabal de Móstoles, y en el Instituto de Bachillerato Móstoles VII (rebautizado como Ana Ozores). Ingresó a la Escuela Universitaria de Informática de la Universidad Politécnica de Madrid para sacarse el título de Ingeniero técnico en informática de sistemas, haciendo su proyecto de fin de grado en el área de geometría computacional avanzada.
Después de ahí comenzó a trabajar de programador becario en una startup llamada Victus Rorat para después trabajar con la empresa Dysoft Computer hasta que en el año 1999 fundó la empresa Informática 64, empresa de seguridad informática, en Móstoles junto con su amigo de toda la vida Rodol. Desde 2009 hasta 2018 dirigió y también impartió clases en el máster de Seguridad de Información de la Universidad Europea de Madrid.
En 2005 y hasta 2016 la multinacional Microsoft le concedió el galardón Microsoft MVP (Microsoft Most Valuable Professional) en el área de seguridad corporativa.[cita requerida]
Alonso comenzó a trabajar en el año 2012 con Telefónica para lanzar el programa gestión de talento joven en tecnología llamado «Talentum» y se incorporó definitivamente a la multinacional Telefónica en el año 2013 al realizarse la compra de Informática 64, adquirida y rebautizada con el nombre de ElevenPaths, de la cual fue CEO, luego chairman y tras la incorporación de Elevenpaths a Telefónica Tech, donde actualmente tiene el cargo de Consejero. En Telefónica ocupó también el cargo de CDO (Chief Data Officer) desde 2016 hasta noviembre de 2019, siendo responsable, entre otros, del negocio de ciberseguridad global, del negocio de Big Data y de Inteligencia Artificial, así como de proyectos como AURA o Movistar Home. En noviembre de 2019 ha sido nombrado CDCO (Chief Digital Consumer Officer) y en 2021 tomó la responsabilidad de CDO (Chief Digital Officer) donde se ocupa de los productos y servicios digitales para los clientes, la innovación en Telefónica y Aura, entre otros (actualmente en proceso de cambio de responsabilidades). Además en Telefónica, es también miembro del Consejo de Ciberseguridad de Telefónica, Consejero de Telefónica Tech, Consejero de Telefónica de España, y Presidente del Consejo de Wayra
Actualmente tiene el puesto de Vice President, Head of International Development en la empresa Cloudflare 
Ha compaginado su trabajo con la publicación de varios libros como Pentesting con FOCA, hacking iOS, hacking de aplicaciones web con SQL Injection.[cita requerida]

## Formación
Alonso es Ingeniero Informático por la Universidad Rey Juan Carlos e Ingeniero Técnico Informático de Sistemas por la Universidad Politécnica de Madrid, donde se le distinguió como Embajador Honorífico de la Escuela Universitaria de Informática en 2012. Realizó el máster de Sistemas y Tecnologías de la Información y se doctoró en Seguridad Informática por la Universidad Rey Juan Carlos de Madrid.

## Trayectoria profesional
En 1990, comenzó a trabajar de becario en una startup llamada Victur Rorat, hasta llegar a la empresa Dysoft Computer. En ese mismo año, fundó la empresa Informática 64, empresa de seguridad informática, como instructor y consultor de seguridad en Móstoles.
En 2009 hasta 2018, dirigió e impartió clases en el máster de Seguridad de Información de la Universidad Europea de Madrid.
En 2012, empezó su andadura en el Grupo Telefónica, realizando tareas de apoyo técnicas en Wayra y participando en el lanzamiento del programa gestión de talento joven en tecnología llamado «Talentum». 
En 2013, se incorporó definitivamente al Grupo Telefónica al realizarse la compra de Informática 64, adquirida y rebautizada con el nombre de ElevenPaths, de la cual ocupó el puesto de chairman. En 2016 ocupó el cargo de CDO (Chief Data Officer) en Telefónica y en noviembre de 2019 fue nombrado CDCO (Chief Digital Consumer Officer). Además, fue responsable, entre otros, de proyectos como AURA o Movistar Home.
En diciembre de 2022 Chema Alonso se incorporó al consejo asesor de Telefónica España.
En marzo de 2025 anunció (aunque mantendrá su puesto en el consejo de Telefónica) su salida de Telefónica, como consecuencia de los cambios de directivos llevados a cabo por el nuevo CEO.
En agosto de 2025 es contratado por la empresa Cloudflare como Vice President, Head of International Development, con sede en su delegación europea ubicada en Lisboa 

### Crisis de Wannacry
En 2017, siendo CDO (Chief Data Officer) de Telefónica, la empresa sufrió el ataque del ransomware WannaCry. Los equipos de Telefónica fueron posteriormente reconocidos por la gestión de la crisis públicamente por las instituciones de Ciberseguridad nacionales y europeas. Telefónica fue también, desde ElevenPaths, la empresa que sacó la primera herramienta a nivel mundial para recuperar ficheros cifrados por WannaCry, que compartió en el proyecto NoMoreRansom del que era socio.

## Hacker
Ha participado en conferencias nacionales e internacionales de ciberseguridad, entre las cuales destacan Black Hat Briefings y DEFCON (siendo en esta última el español que más veces ha participado).
Se ha mostrado muy activo para hacer entender que los hackers no son cibercriminales. Cuando en la edición de octubre de 2014 el Diccionario de la RAE incorporó el término «hacker» con la acepción de «pirata informático», Chema Alonso lanzó una campaña con el objeto de recoger firmas y pedir que cambiara su definición. En la edición de diciembre de 2017, la RAE realizó dicho cambio en el diccionario, añadiendo la acepción al término «hacker» de: «persona experta en el manejo de computadores, que se ocupa de la seguridad de los sistemas y de desarrollar técnicas de mejora».
Entre sus trabajos en el mundo del hacking y seguridad informática se encuentran publicaciones como los de Time-Based Blind SQL Injection using heavy queries, Blind LDAP Injection, DirtyTooth y Connection String Parameter Pollution, pero también escribe sobre metadatos en documentos ofimáticos.

## Medios de comunicación
Ha participado en programas tales como «Las mañanas» de la emisora COPE y ha sido asesor durante varios años de Javi Nieves en temas de tecnología y de La Sexta sobre ciberseguridad. También ha participado en Documentos TV, El hormiguero con Pablo Motos y Salvados con Jordi Évole.[cita requerida]. Colabora semanalmente en el programa «En casa de Herrero» de EsRadio.
Es el autor de la webserie «Risk Alert» de doce capítulos para Atresmedia y La Sexta centrada en riesgos de seguridad, técnicas hacking y medidas de protección para los usuarios.

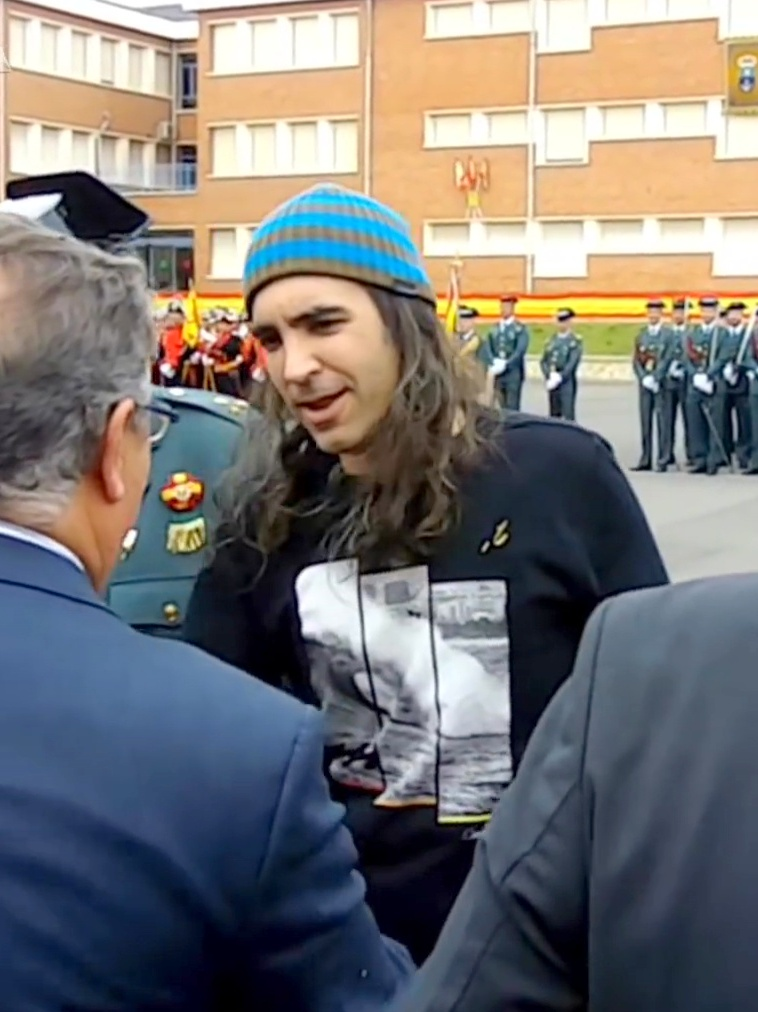
Chema Alonso Recibe la medalla de la Guardia Civil con distintivo blanco (civil) en 2017.

## Condecoraciones y premios
- En 1999, recibió el premio Cámara de Comercio en Móstoles.[26]
- En 2005 y hasta 2016 la multinacional Microsoft le concedió el prestigioso galardón Microsoft MVP (Microsoft Most Valuable Professional) en el área de la seguridad corporativa. [cita requerida]
- En 2012 y 2014, fue el ganador del Premio Bitácoras al mejor blog de Seguridad Informática, además de haber sido finalista en los años 2010, 2011 y 2013. [cita requerida]
- En 2012 fue nombrado Embajador Honorífico de la Escuela Universitaria de Informática.[6]
- En 2014, fue condecorado con la medalla de oro de la UDIMA (Universidad a distancia de Madrid).[27]
- En 2017, fue condecorado con la Cruz del Mérito con Distintivo Blanco por la Guardia Civil por sus colaboraciones habituales con la institución.[28]
- En 2017, fue elegido uno de los cien españoles más influyentes por ABC.[29]
- En 2018 fue elegido como miembro del Consejo Asesor para innovación en la Justicia creado por el ministro Rafael Catalá.[30]
- En 2019, obtuvo el Premio Bitácoras a la Mejor Marca en Internet. [cita requerida]
- En 2019, fue elegido entre los cinco españoles más influyentes en el mundo de los negocios por la revista Forbes.[31]
- En 2019, fue elegido como uno de las cien personas más creativas en el mundo de los negocios por la revista Forbes.[32]
- En 2020, fue nombrado doctor honoris causa por la Universidad Rey Juan Carlos (URJC).[33]
- En 2020, seleccionado como uno de los líderes disruptivos de la transformación digital en los negocios, 2021 Business Transformation 150.[34]
- En 2020, elegido como uno de los cien mejores influencers de 2020 por la revista Forbes.[35]
- En 2021, es uno de los ganadores el premio Pericia Tecnológica 2021 otorgado por PETEC (Asociación Profesional de Peritos de Nuevas Tecnologías).[36]
- En 2022, fue elegido por la revista Forbes entre los 50 CMO (Chief Marketing Officer) más influyentes del mundo.[37]
- En 2022, recibe el premio For You Fest de TikTok en la categoría de Figura Pública - Educación.[38]
- En 2023, recibe el premio Raúl Jover del evento de ciberseguridad RootedCon por su labor en la ciberseguridad nacional.[39]
- En 2024, recibe el premio Divulgación Digital en los II Premios Nacionales de Ingeniería por parte de Colegios Profesionales de Ingeniería Informática.[40]

- En 2024, IV Edición de los Premios Aragoneses de Ingeniería Informática, galardón CEO – Ingeniero/a Informático/a.[41]

- En 2024, Premio a la trayectoria otorgado por Ekoparty.[42]

- En 2025, premio DIATIC25 de los colegios de Ingenieros en Informática y de Ingenieros Técnicos en Informática de la Región de Murcia.[43]

## Personajes de ficción
- Maligno en Cálico Electrónico.[44]
- Maligno en el Universo FanHunter.
- Profesor Alonso en Las Montañas de la locura.[45]
- Ed en el cómic Evil: One de la editorial 0xWord.